# Akanyaru-Feuchtgebiete

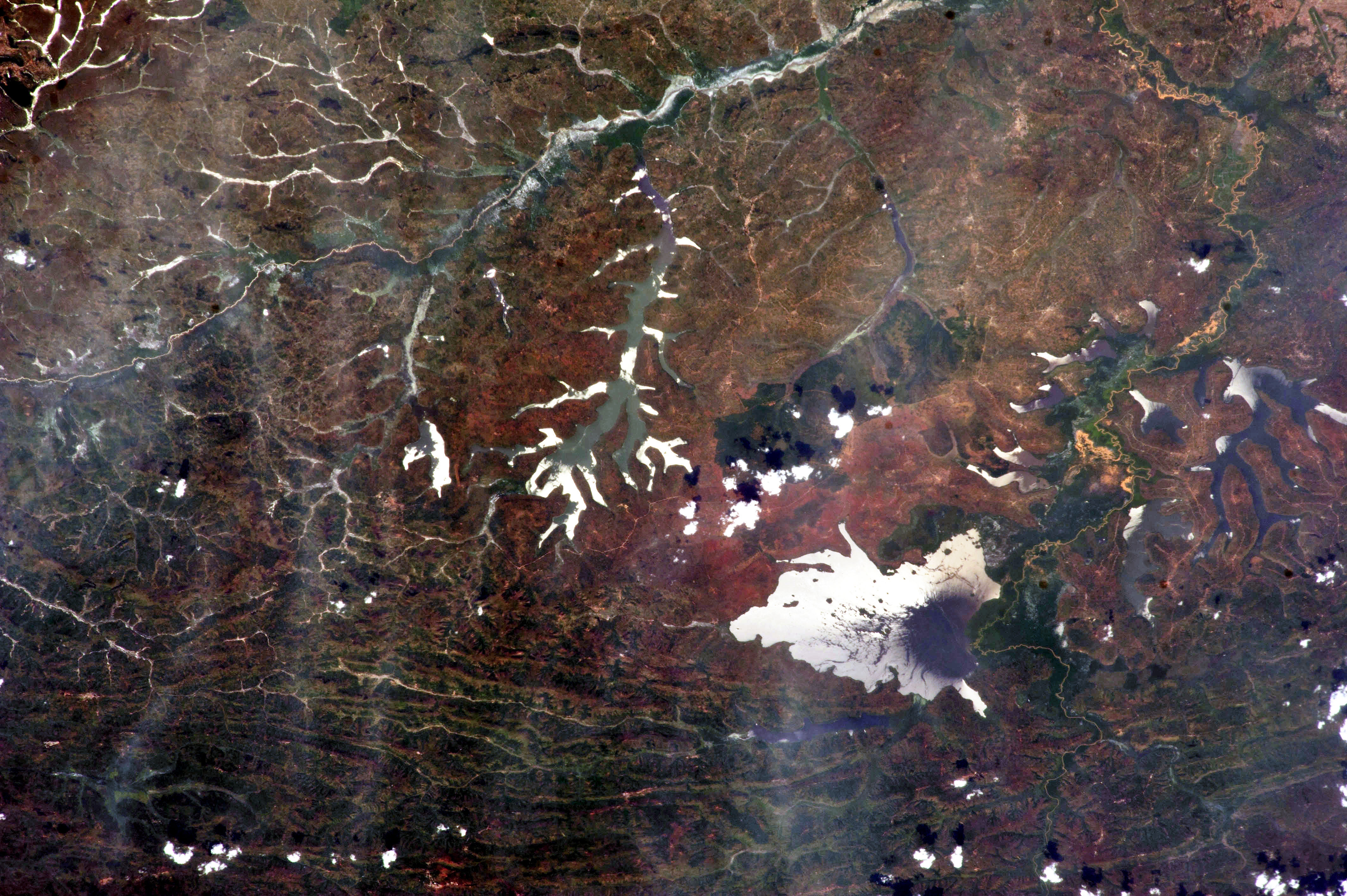
Von der ISS aufgenommenes Bild der Akanyaru-Feuchtgebiete. Norden ist links oben. Erkennbar ist der Akanyaru, an dem sich die Feuchtgebiete befinden, und östlich von diesem der Cohoha- und Rugwero-See.

Die Akanyaru-Feuchtgebiete erstrecken sich beidseitig des Flusses Akanyaru im Süden Ruandas.

## Lage
Der Akanyaru fließt vom Nyungwe-Wald kommend Richtung Norden entlang der rundisch-burundischen Grenze und weiter entlang der Grenze der Südprovinz (Distrikte Kamonyi, Nyanza und Gisagara) und dem Distrikt Bugesera der Ostprovinz von Ruanda. Der Fluss mündet schließlich an der Grenze zur Hauptstadt Kigali in den Nyabarongo, einem der längsten Quellflüsse des Nils. Die Akanyaru-Feuchtgebiete erstrecken sich auf einer Fläche von rund 300 km² in der relativ flachen Landschaft an der unteren Hälfte des Flusses. Sie liegen auf einer Höhe von etwa 1350 m.

## Flora und Fauna

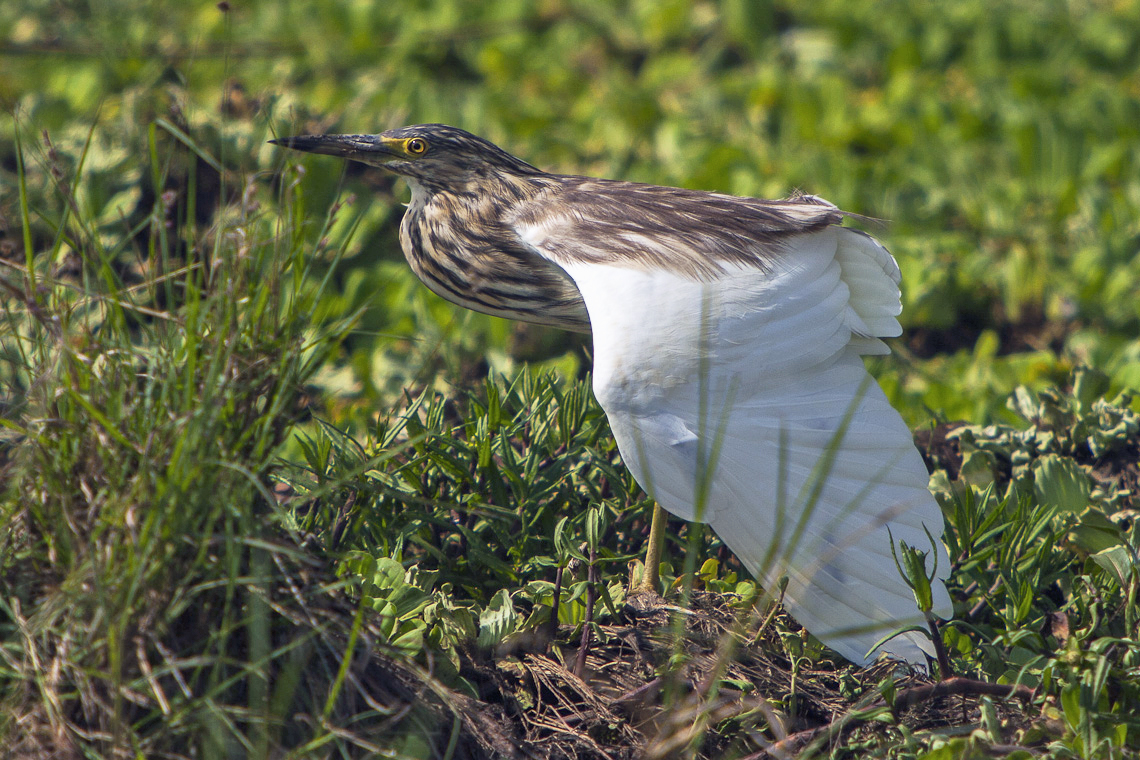
Dickschnabelreiher (Ardeola idae) – Bild aus Kenia

Die Akanyaru-Feuchtgebiete werden als Key Biodiversity Area (KBA) gelistet. BirdLife International identifiziert sie nach den Kriterien A1 (Global vom Aussterben bedrohte Arten) und A3 (Arten mit beschränkten Biotopanforderungen) als Important Bird Area (IBA), d. h. als potentielles Vogelschutzgebiet.
Die Vegetation besteht aus einer Vielzahl von Sumpfpflanzen, darunter Zyperngräser, die Süßgräserarten Leersia hexandra und Oryza barthii sowie Schwimmpflanzen wie der Wassersalat.
Zwischen Juli und Dezember 2008 wurde von Wetlands International im Rahmen des African Waterbird Census (AfWC) eine Biodiversitätsstudie der Feuchtgebiete durchgeführt bei der insgesamt 111 Vogelarten aus 37 Familien verzeichnet wurden. Dabei wurde beispielsweise der von der IUCN als stark gefährdet eingestufte Dickschnabelreiher (Ardeola idae) im Norden der Feuchtgebiete beobachtet. Der verbleibende Papyrusbestand wurde auf 2471 Hektar geschätzt.
Zu den wichtigsten, von BirdLife International gelisteten Vogelarten der Akanyaru-Feuchtgebiete zählen (mit Angabe der Gefährdungskategorie der IUCN, falls gefährdet):
- Bindenbuschsänger (Bradypterus carpalis)
- Dickschnabelreiher (Ardeola idae) 2025.1
- Doppelschnepfe (Gallinago media) 2025.1
- Halsbandastrild (Nesocharis ansorgei)
- Papyrusgirlitz (Crithagra koliensis)
- Papyrusspötter (Calamonastides gracilirostris) 2025.1
- Papyruswürger (Laniarius mufumbiri) 2025.1
- Papyruszistensänger (Cisticola carruthersi)
- Riedweber (Ploceus castanops)
- Rötelfalke (Falco naumanni)
- Schmucknektarvogel (Cinnyris erythrocercus)
- Schwarzzügel-Drosselhäherling (Turdoides sharpei)
- Steppenweihe (Circus macrourus) 2025.1

An Säugetieren kommen unter anderem Sitatunga vor. Die in Sümpfen lebende Antilopenart wird von der IUCN als nicht gefährdet eingestuft, verzeichnet jedoch einen Populationsrückgang durch Lebensraumverluste und die Bejagung für Bushmeat. Im Fluss Akanyaru leben Flusspferde und Krokodile.

## Gefährdung
Die Akanyaru-Feuchtgebiete stehen Stand April 2025 nicht unter Naturschutz und sind insbesondere durch menschliche Einflüsse bedroht. Die Sumpfvegetation wird während der Trockenzeit abgeholzt und verbrannt, um Platz für weitere Landwirtschaftsflächen der wachsenden Bevölkerung zu machen. Es werden unter anderem Zuckerrohr, Süßkartoffeln, Reis und Mais angebaut. Nahe der Mündung in den Nyabarongo wird zudem zur Herstellung von Ziegeln genutzt, was ebenfalls zur Zerstörung des Lebensraums beiträgt. Die Gewässer werden auch für die Fischerei genutzt. Darüber hinaus breitet sich die invasive Dickstielige Wasserhyazinthe aus. Die aus Südamerika stammende Schwimmpflanze kann sich ohne ihre in Afrika fehlenden, natürlichen Fressfreinde massenhaft vermehren. Der resultierende Zuwachs der Wasserflächen verursacht Lichtmangel, der zum Absterben weiterer Wasserpflanzen und auch Fische führen kann.